# 耳塚
34°59′29″N 135°46′13″E / 34.991459°N 135.770333°E
耳塚亦稱鼻塚，是位於日本京都府京都市東山區豐國神社門前的一座墳墓。据说其所埋葬的是在萬曆朝鮮戰爭期間戰死的朝鮮軍和明軍的耳朵和鼻子，但实际是否真的埋有这些耳鼻并没有确认。
1592年，日本豐臣秀吉侵略朝鮮，明朝萬曆帝發兵支援朝鮮。這場戰爭一直持續到1598年豐臣秀吉死後才結束。在萬曆朝鮮戰爭期間，根據日本的傳統習慣，將朝鮮和明朝陣亡的將領首級獻給主將請功，這就是首實檢；而對於陣亡的朝鮮和明朝普通士兵則將耳朵或鼻子割了下來，用鹽醃制後獻給主將請功。
耳塚於慶長二年（1597年）開始建造，同年9月28日對施餓鬼進行供養。相國寺住持西笑承兌依據豐臣秀吉的意圖，大集京都五山的僧眾，舉行了盛大的供養大會。
耳塚底部是一個古墳狀的土丘，上面是一個五輪塔，周圍建有石柵欄。最早，這個墓叫做「鼻塚」。後來，由於日本儒學學者林羅山在其所著的《豐臣秀吉譜》中稱之為「耳塚」，此後「耳塚」一名廣為流傳。耳塚中大約埋有二萬多人的鼻子或耳朵。
日本在明治三十一年（1898年）曾修葺耳塚，並在耳塚附近建立了「耳塚修營供養碑」。昭和四十四年（1968年）4月12日，日本政府以「方廣寺石壘和石塔」為名義，將耳塚指定為國家史跡。然而，此地成為觀光景點引起了不少在日朝鮮人的抗議和不滿。

## 外部連結
- （日語）豐國神社耳塚
- （日語）耳塚修營供養碑 （页面存档备份，存于）

1. ↑  清水克行. . 日本: 洋泉社. 2015. ISBN 9784800306708.